# Sledgehammer (single)
Sledgehammer is een lied uit 1986 geschreven door Peter Gabriel.

## Lied
Gabriel had bij de maak van het album So al enige tijd het idee om een soulachtig nummer te maken. Die muziekstroming, die hij uit zijn jeugd herinnerde, zou zelfs een van de redenen zijn geweest de muziek in te gaan. Hij bezocht toen ook een concert van Otis Redding waarbij een van de koperblazers Wayne Jackson van de Memphis Horns was. Ten tijde van de opnamen voor So was Jackson nog steeds actief. Het nummer neeg echter meer naar de funk van de jaren zestig, zoals te horen is op menig Stax-opnamen, aldus Gabriel in juli 1986.  
In het nummer is ook een shakuhachi te horen, niet daadwerkelijk het muziekinstrument zelf maar een door een E-mu Emulator synthesizersample. In het achtergrondkoor is zanglegende P.P. Arnold te horen. Het nummer gaat over seks en noemt een aantal fallussymbolen (sledgehammer, train, bumper cars, big dipper); in de ogen van Gabriel zou seks soms bij conflicten beter werken dan communicatie. Gabriel kreeg destijds het verwijt wel erg in de voetsporen van de soulliedjes van voormalige collega Phil Collins te treden; Gabriel zag het andersom.

## Single
Het nummer werd in april 1986 als single uitgegeven op zowel 7”, 12”, cd-single als cassettesingle. Het werd daarop begeleid door Don't break this rhythm en/of I have the touch en/of Biko. Voor de 7” werd het nummer met 14 seconden enigszins ingekort. 

### Video
De single werd begeleid door een baanbrekende videoclip. Die werd geïnitieerd door Tessa Watts van Virgin Records. Onder leiding van regisseur Stephen R. Johnson (bekend van werk voor Talking Heads) en filmproducent Adam Whittaker werd een video geschoten met Stop-motiontechnieken als Klei-animatie en “Pixilation“. Daartoe werd Aardman Animations met onder andere Nick Park (bekend van Wallace & Gromit) en de Brothers Quay ingeschakeld, die een animatie verzorgden die de tekst volgt. Gabriel zou zelf gedurende zestien uur gefilmd hebben, beeldje voor beeldje en zuchtte achteraf, dat iemand die het wilde kopiëren het maar moest proberen. In de video zijn in het tussenspel twee geanimeerde kop- en veerloze kippen te zien. Aan het eind werden ook twee dochters van Gabriel, de vriendin van Johnson, leden van het animatieteam en zes vrouwen (als achtergrondzangeressen) geïntegreerd. De videoclip zou een wezenlijke bijdrage hebben geleverd aan het succes van de single. Het won in 1987 negen categorieën binnen MTV Video Music Awards en was ook beste British Video in de Brit Awards van 1987. Regelmatig wordt de video nog naar voren gehaald als beste (b.v. TMF Ultimate 50 videos you must see)

### Ontvangst
De single haalde goede verkoopcijfers. Regelmatig werd een top-10-plaats gehaald met uitschieters in de Verenigde Staten en Canada waar het een eerste plaats haalde.
In Nederland werd de plaat veel gedraaid op Radio 3 en werd een radiohit. De plaat bereikte de 6e (Nationale Hitparade, 14 weken) en de 10e positie (Nederlandse Top 40, 12 weken). In de Europese hitlijst op Radio 3, de TROS Europarade, werd de 3e positie bereikt.
In België (Vlaamse Ultratop 50, 12 weken) werd de 9e en in de Vlaamse Radio 2 Top 30 de 7e positie bereikt. Opmerkelijk is dat de single in de Verenigde Staten Invisible touch van Genesis van de eerste plaats van de Billboard Hot 100 stootte; Gabriel stapte in 1975 uit die band.

## Covers
Een aantal artiesten zong coverversies van het lied, waaronder de band Ninja Sex Party, René Froger en een persiflage van Weird Al Yankovic. Andere artiesten zijn Dave Matthews Band (2008) en The Brand New Heavies op voor het album Sweetfreaks (2014). 3rd Bass als samplede het in hun hit Pop Goes the Weasel (1991). Harry styles coverde het lied by de Howard Stern show (2020).

## NPO Radio 2 Top 2000
| Nummer met noteringen in de NPO Radio 2 Top 2000 | '99 | '00 | '01 | '02 | '03 | '04 | '05 | '06 | '07 | '08 | '09 | '10 | '11 | '12 | '13 | '14 | '15  | '16  | '17  | '18  | '19  | '20  | '21  | '22  | '23  | '24  |
| ------------------------------------------------ | --- | --- | --- | --- | --- | --- | --- | --- | --- | --- | --- | --- | --- | --- | --- | --- | ---- | ---- | ---- | ---- | ---- | ---- | ---- | ---- | ---- | ---- |
| Sledgehammer                                     | 749 | 484 | 593 | 852 | 588 | 623 | 748 | 830 | 989 | 754 | 912 | 861 | 970 | 917 | 951 | 975 | 1100 | 1011 | 1076 | 1272 | 1345 | 1243 | 1313 | 1356 | 1375 | 1440 |

1. ↑  Een vetgedrukt getal geeft de hoogste notering aan.